# Mark 13 torped
Mark 13 torped var den första amerikanska torpeden specifikt utvecklad för att fällas från torpedflygplan. Den kom att vara US Navy's enda flygburna torped under andra världskriget. Utvecklingsarbetet visade sig bli väldigt långdraget och torpeden visade sig prestera väldigt dåligt i strid. Ett intensivt utvecklingsarbete utfört på California Institute of Technology under 1943 och början av 1944 kom att öka tillförlitligheten i strid högst avsevärt. Under Operation Ten-Go i april 1945 sänktes slagskeppet Yamato av Mark 13 torpeder.

## Utveckling
I februari 1925 startade Bureau of Ordnance Project G-6 som syftade till att utveckla en dedikerad flygburen torped. Specifikationen krävde en torped som fick väga 907 kg med en stridsspets på 159 kg, den skulle ha en räckvidd på 3,6 kilometer och en fart på 35 knop. Torpedens längd fick inte överstiga 5,48 meter och diametern 53 cm, den skulle kunna fällas i hastigheter upp till 225 km/h och från en höjd på 12 meter. Redan 1926 avbröts projektet till förmån av användningen av befintliga 18-tums torpeder även för flygbruk. Avbrottet blev kortvarigt och projektet återupptogs 1927 på uppmaning av chefen för Bureau of Aeronautics.
Efter en period av velande så reviderades specifikationen 1929. Den nya specifikationen krävde en torped som fick väga 771 kg med en stridsspets på 181 kg, den skulle ha en räckvidd på 6,4 kilometer och en fart på 30 knop. Torpedens längd fick inte överstiga 4,11 meter och diametern 58 cm, den skulle kunna fällas i hastigheter upp till 185 km/h och från en höjd på 15 meter. Konstruktionen som utvecklades från den specifikationen fick benämningen Mark 13 i augusti 1930. Från oktober 1930 till juli 1931 låg utvecklingen ner eftersom man planerade att stryka skvadronen med torpedflygplan för den nyligen beställda USS Ranger.
Även om utvecklingen fortsatte så drog Bureau of Aeronautics bort sitt stöd till projektet i mars 1933 till förmån för utvecklingen av en torped i 450 kilosklassen som skulle fällas från vanliga bombplan, Bureau of Ordnance ansåg att en sådan torped inte var möjlig att utveckla med tillgänglig teknik och drev det tidigare projektet vidare. Det första fåtalet torpeder kunde levereras 1938. Torpeden användes som beväpning på torpedplan av typen Douglas TBD Devastator och senare TBF Avenger.
Vid Slaget vid Midway i juni 1942 visade sig insatsen av svagt skyddade torpedplan som var tvungna att fälla sina torpeder från låg höjd och i låg fart katastrofalt. Mot det starka japanska jaktplansförsvaret och luftvärnet så förlorades 37 av de 41 torpedplanen utan att man fick in en enda torpedträff. 1943 hade förtroendet för Mark 13 torpederna sjunkit så låg att man startade utvecklingen av Mark 25 torpeden som en ersättare, samtidigt fick California Institute of Technology i uppdrag att förbättra den befintliga Mark 13. Ett intensivt utvecklingsarbete under 1943 och början av 1944 kom att öka tillförlitligheten i strid högst avsevärt.